# Frie Leysen
Frie Leysen (Hasselt, 19 febbraio 1950 – 22 settembre 2020) è stata una direttrice teatrale e direttrice artistica belga.

## Biografia
Fondò il centro artistico deSingel ad Anversa, che pure diresse, dal 1980 al 1991. Fu inoltre la promotrice del festival Kunstenfestivaldesarts, che si tiene a maggio a Bruxelles: lo guidò fino al 2006, portandolo ad essere una delle manifestazioni di arte contemporanea più rilevanti d'Europa.
Dopo essersi dedicata al Meeting Points ', festival itinerante condotto in diverse città arabe del Medio Oriente, fu curatrice del Theater der Welt nel 2008-2010. Nel 2012 fu nominata direttrice artistica della nuova sezione di teatro e arti performative all'interno del Berliner Festspiele. Fu inoltre direttrice teatrale del Wiener Festwochen nel 2013 e 2014.
Nel 2003 ricevette il Prijs voor Algemene Culturele Verdienste van de Vlaamse Gemeenschap (premio della comunità fiamminga per i meriti culturali) e nel 2007 il dottorato onorario dall'Università libera di Bruxelles (Université libre de Bruxelles - ULB). Nel 2014 vinse il Premio Erasmo.